# Louhans-Cuiseaux Football Club
 (juin 2023).
Si vous disposez d'ouvrages ou d'articles de référence ou si vous connaissez des sites web de qualité traitant du thème abordé ici, merci de compléter l'article en donnant les références utiles à sa vérifiabilité et en les liant à la section « Notes et références ».
Le Louhans-Cuiseaux Football Club est un club de football français fondé en 1970 par fusion du « Club sportif louhannais entente », fondé en 1916, et du « Club sportif de Cuiseaux », fondé en 1930.
Fondé par Bernard Morey, le club évolue pendant près de vingt ans en deuxième division entre les années 1980 et 1990 sous les noms de « CS Cuiseaux-Louhans » (1970-1989) puis de « CS Louhans-Cuiseaux » (1989-2013).
En 2013, le club fusionne avec le 
« Football Club de Louhans », fondé en 1977 qui devient « Louhans-Cuiseaux FC »
Le président actuel est Nicolas Sautel et l'entraîneur est Sébastien Marchandé. Le vice-président du club est Dominique Prudent, entrepreneur local à Branges.
Le club évolue actuellement en Régional 1 depuis sa relégation de la National 3 en avril 2025.

## Repères historiques

### Création du club
Louhans et Cuiseaux sont deux bourgs de Bourgogne distants de quelques kilomètres. Malgré une population restreinte, les équipes de football de ces deux communes, le CS Louhans et le CS Cuiseaux, signent d'excellents résultats. Par ailleurs, l'équipe de Cuiseaux est à l'origine essentiellement composée de salariés de l'entreprise de salaison Morey. Les deux formations évoluent en CFA (équivalent D3) dans les années 1960, et Cuiseaux rate même d'un rien la promotion en D2 open en 1970.
Malgré les bons résultats enregistrés par le club depuis plus de dix ans, ce club de village ne figure pas parmi les 19 clubs repêchés pour participer à la D2 open 1970-1971. Le conseil municipal démissionne en bloc pour marquer sa colère, mais le « football de village » proposé par Cuiseaux et Louhans n'a plus vraiment le vent en poupe. Une fusion s'impose ; elle a lieu au cours de l'été 1970.

### Au contact du foot pro (1970-2010)
D'abord nommé CS Cuiseaux-Louhans (jusqu'en 1989), le club connaît de brillants débuts en obtenant sur le terrain sa place en D2 dès le printemps 1971. Les Bourguignons s'y maintiennent deux saisons avant un retour à l'étage inférieur.
Dix ans plus tard, le club revient en D2 et s'y installe sur la durée.
Après un bref retour en Ligue 2 grâce au titre de champion de France de National puis un  passage éclair en CFA, le club dispute une nouvelle saison de National en 2009-2010.
En proie à de grandes difficultés financières, la DNCG prononce en juin 2009, une mesure d'encadrement de la masse salariale et une interdiction totale de recruter de nouveaux joueurs envers le CS Louhans-Cuiseaux.
Sans recrutements au cours de l'été 2009, la situation ne s'améliore pas et le club est exclu de toutes compétitions organisées par la FFF. Le club alors 20e du championnat de National, dépose un appel et se sauve de justesse en étant réintégré le 15 janvier 2010.
Mais, à l'issue de l'exercice 2009-2010, le club finit bon dernier du championnat national et est relégué en CFA.

### Descente aux enfers (2010-2015)
L'apprentissage en CFA commence très mal pour le club pour l'exercice 2010-2011. En effet, Louhans-Cuiseaux vit une première moitié de saison cauchemardesque en concédant seize défaites d'affilée (soit tous les matchs allers). En décembre 2010, le président Alassane Sow est démis de ses fonctions, mis en examen pour abus de biens sociaux et incarcéré en juin 2011. Également interdit de Coupe de France, le CSLC termine dernier et largement décroché de son groupe.
Le club repart donc à l'étage en dessous, en CFA 2 lors de la saison 2011-2012. Dominique Prudent, entrepreneur local, reprend les rênes du club et l'entreprise Bigard maintient son soutien financier. Après 2 descentes consécutives, l'objectif est de stabiliser le club en CFA 2 avant d'envisager la remontée. Avant le début de la saison 2013-2014, le club porte le nom de Louhans-Cuiseaux Football Club à la suite de la fusion du CSLC 71 avec le FC Louhans.
À la fin de la saison 2014-2015, le club descend en Division d'Honneur de Bourgogne avec une avant-dernière place (13e sur 14) pour un bilan de 5 victoires, 12 nuls et 9 défaites dans la poule F de CFA 2.

### Retour vers le monde semi-pro (depuis 2015)
Le club ne reste qu'une saison en  Division d'Honneur en terminant premier avec 20 victoires, 2 nuls et 4 défaites et remonte en CFA 2.
Pour son retour en CFA 2 le club termine à une encourageante 8e place et agrémente sa saison par un beau parcours en Coupe de France qui se termine en 32e de finale contre Dijon (Ligue 1) devant 4 300 spectateurs (0-2). Lors des saisons 2017-2018 et 2018-2019, le club évolue en National 3 (ex-CFA 2) et obtient la montée à l'issue de la seconde saison lors du dernier match contre le CO Avallon devant 2 605 spectateurs, un record pour le club en championnat amateur. En mai 2019, l'entraîneur Frédéric Jay est officiellement reconduit pour deux ans.
La saison 2019-2020 est donc celle du retour en National 2 (ex-CFA) après huit années d'absence. Pour son match d’entrée, le club bressan domine largement la réserve de l’AS Monaco 6 buts à 4 le 10 août 2019.
Après quatre saisons en quatrième division, le club est relégué en National 3 à l'issue de la saison 2022-2023.

### Nouvelle rechute sur le championnat (2025)
Malgré des efforts stratégiques avec un changement d'entraineur et un organigramme de direction entièrement révisé, le club est officiellement relégué en avril 2025 de National 3 à Régional 1 et perd une nouvelle fois sa place parmi les pros. Le club souffre en parallèle d'importants soucis financiers avec une dette s'élevant à 125 000€.

## Image et identité

### Noms et fusions
| CS Louhans (1916-1970) | CS Louhans (1916-1970) | CS Louhans (1916-1970) | CS Louhans (1916-1970) | CS Louhans (1916-1970)            | CS Louhans (1916-1970) |  |  | CS Cuiseaux (1930-1970) | CS Cuiseaux (1930-1970) | CS Cuiseaux (1930-1970) | CS Cuiseaux (1930-1970) | CS Cuiseaux (1930-1970) | CS Cuiseaux (1930-1970) |  |  | FC Louhans (1977-2013) | FC Louhans (1977-2013) | FC Louhans (1977-2013) | FC Louhans (1977-2013) | FC Louhans (1977-2013) | FC Louhans (1977-2013) |  |  |  |  |  |  |  |  |  |  |  |  |  |  |  |  |  |  |
| CS Louhans (1916-1970) | CS Louhans (1916-1970) | CS Louhans (1916-1970) | CS Louhans (1916-1970) | CS Louhans (1916-1970)            | CS Louhans (1916-1970) |  |  | CS Cuiseaux (1930-1970) | CS Cuiseaux (1930-1970) | CS Cuiseaux (1930-1970) | CS Cuiseaux (1930-1970) | CS Cuiseaux (1930-1970) | CS Cuiseaux (1930-1970) |  |  | FC Louhans (1977-2013) | FC Louhans (1977-2013) | FC Louhans (1977-2013) | FC Louhans (1977-2013) | FC Louhans (1977-2013) | FC Louhans (1977-2013) |  |  |  |  |  |  |  |  |  |  |  |  |  |  |  |  |  |  |
|                        |                        |                        |                        |                                   |                        |  |  |                         |                         |                         |                         |                         |                         |  |  |                        |                        |                        |                        |                        |                        |  |  |  |  |  |  |  |  |  |  |  |  |  |  |  |  |  |  |
|                        |                        |                        |                        | CS Cuiseaux-Louhans (1970-1989)   |                        |  |  |                         |                         |                         |                         |                         |                         |  |  |                        |                        |                        |                        |                        |                        |  |  |  |  |  |  |  |  |  |  |  |  |  |  |  |  |  |  |
|                        |                        |                        |                        |                                   |                        |  |  |                         |                         |                         |                         |                         |                         |  |  |                        |                        |                        |                        |                        |                        |  |  |  |  |  |  |  |  |  |  |  |  |  |  |  |  |  |  |
|                        |                        |                        |                        | CS Louhans-Cuiseaux (1989-2013)   |                        |  |  |                         |                         |                         |                         |                         |                         |  |  |                        |                        |                        |                        |                        |                        |  |  |  |  |  |  |  |  |  |  |  |  |  |  |  |  |  |  |
|                        |                        |                        |                        |                                   |                        |  |  |                         |                         |                         |                         |                         |                         |  |  |                        |                        |                        |                        |                        |                        |  |  |  |  |  |  |  |  |  |  |  |  |  |  |  |  |  |  |
|                        |                        |                        |                        |                                   |                        |  |  |                         |                         |                         |                         |                         |                         |  |  |                        |                        |                        |                        |                        |                        |  |  |  |  |  |  |  |  |  |  |  |  |  |  |  |  |  |  |
|                        |                        |                        |                        | Louhans-Cuiseaux FC (depuis 2013) |                        |  |  |                         |                         |                         |                         |                         |                         |  |  |                        |                        |                        |                        |                        |                        |  |  |  |  |  |  |  |  |  |  |  |  |  |  |  |  |  |  |

### Logos

Logo jusqu'en 2011.
Logo de 2011 à 2013.
Logo depuis 2013.

## Palmarès et résultats

### Palmarès
| Compétitions nationales | Compétitions régionales                                                                                       |
| --- | --- |
| - Championnat de France D3 (National) - Champion : 1999 - Championnat de France amateurs (1935-1971) - Vainqueur de groupe : 1971 - Championnat de France D4 (CFA) - Vainqueur de groupe : 2005 Coupes - Coupe de France - Meilleure performance : 8e de finale en 2002 - Coupe de la Ligue - Meilleure performance : quart de finale en 1997 | - Division d'Honneur Bourgogne - Champion : 2016 Coupes - Coupe de Bourgogne-Franche-Comté - Finaliste : 2018 |

## Structures du club

### Stade
Le stade du club se nomme le Parc des sports de Bram. Sa capacité se monte à 9 750 places.
Le record d'affluence a été réalisé (9 500 spectateurs) lors du match de Louhans-Cuiseaux contre le FC Sochaux en 1987 (le 24 octobre) pour une rencontre de Division 2 (Championnat de France de football D2 1987-1988).
Le 5 août 1995, 7 535 spectateurs assistent à la victoire (3-1) du CS Louhans-Cuiseaux sur l'Olympique de Marseille, en Division 2.
La saison suivante, le 12 janvier 1997, environ 8 000 spectateurs assistent à la victoire du CS Louhans-Cuiseaux sur le FC Nantes aux tirs au but (0-0, 4-2 t.a.b.), en huitième de finale de Coupe de la Ligue.

### Galerie

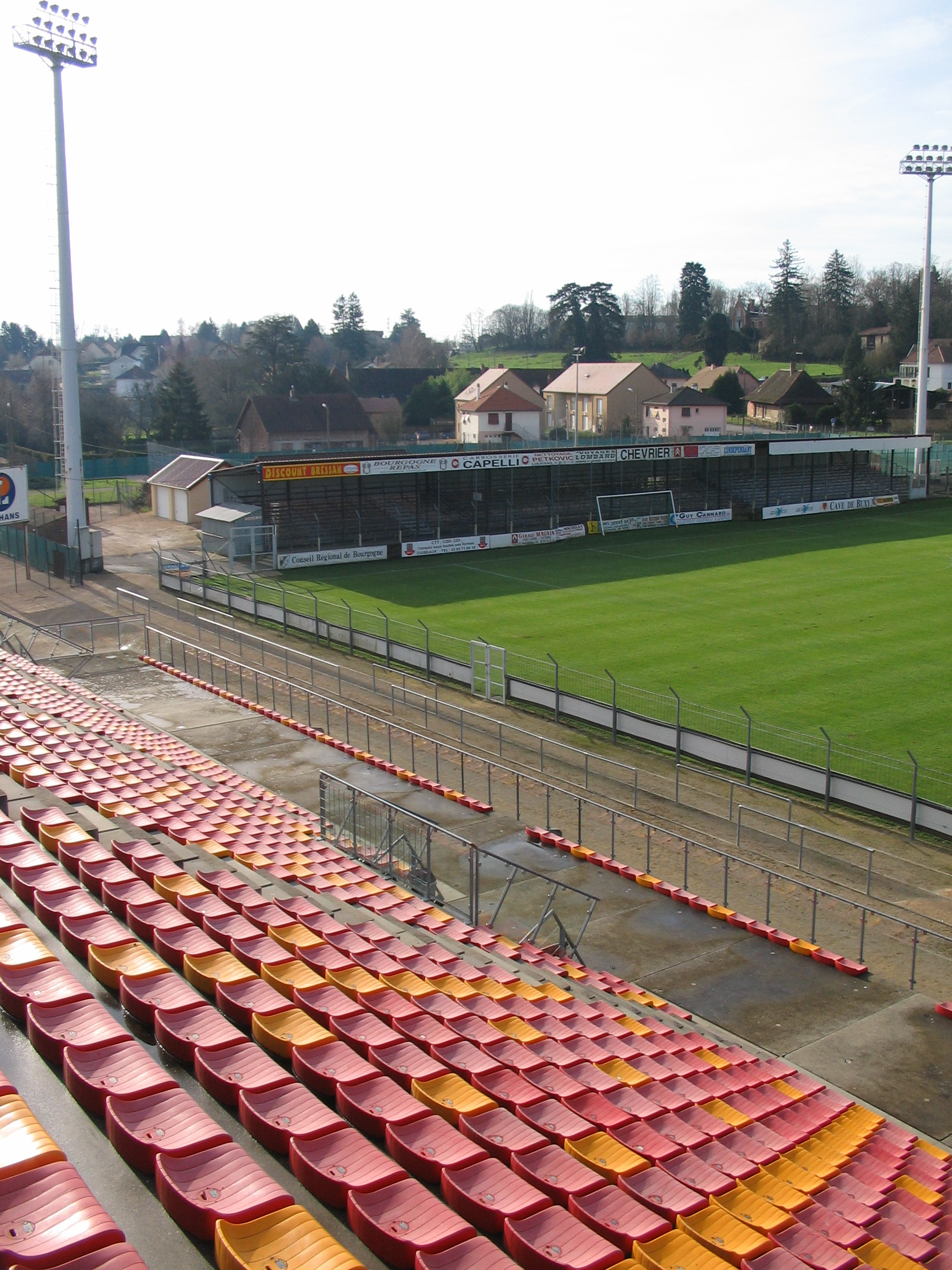
Grande tribune est & gradins sud
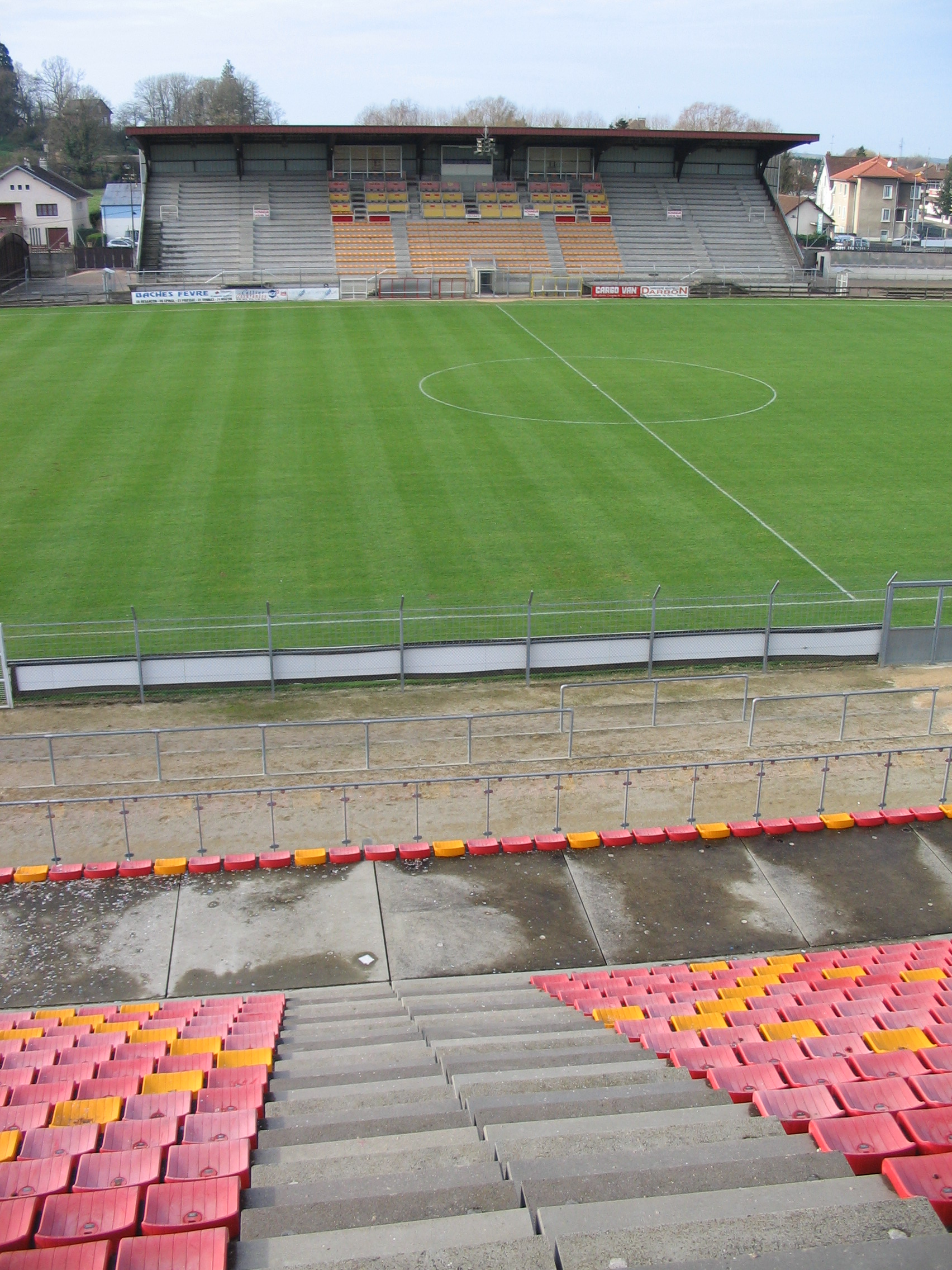
Vue de la tribune principale
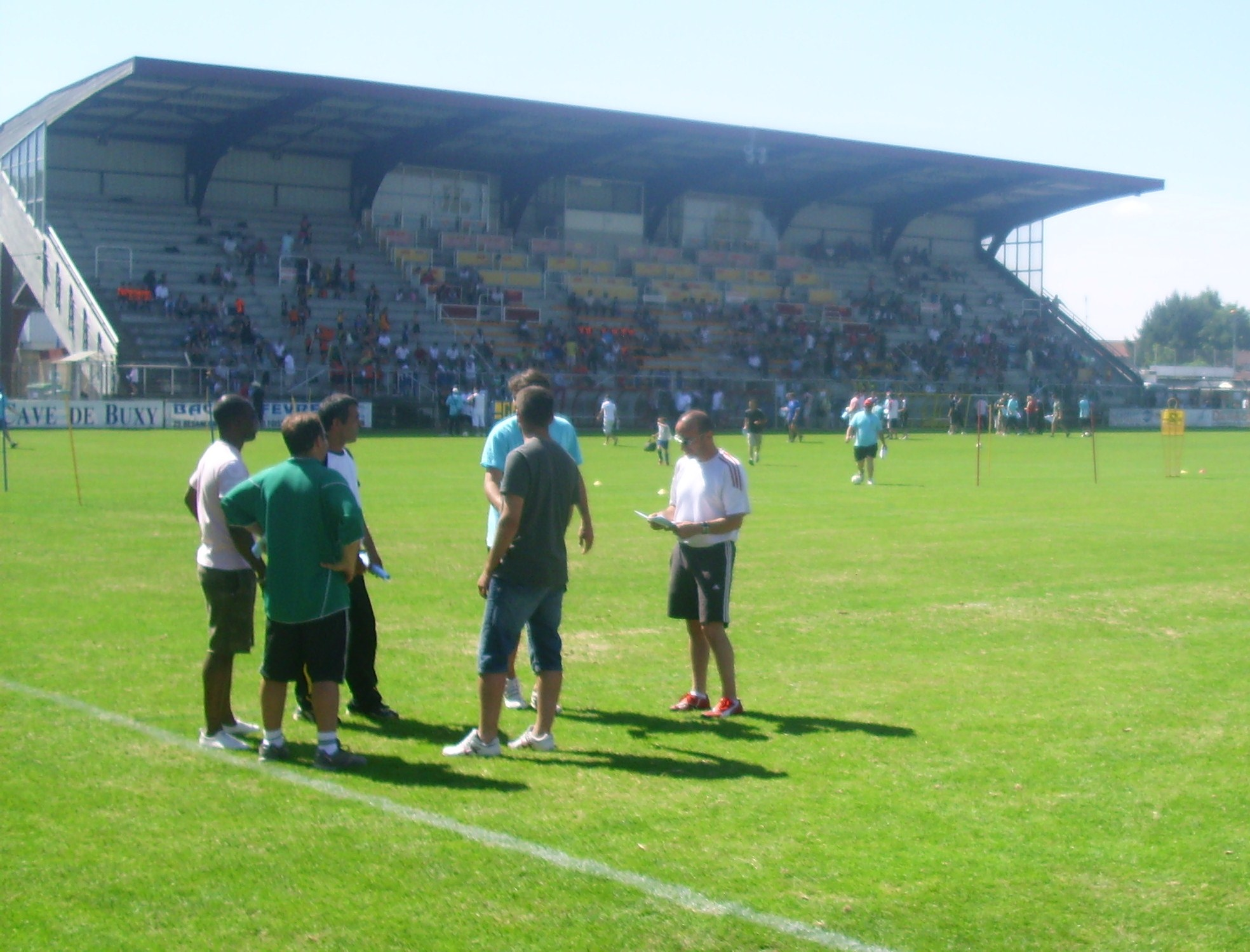
Vue d'une partie du stade de Bram
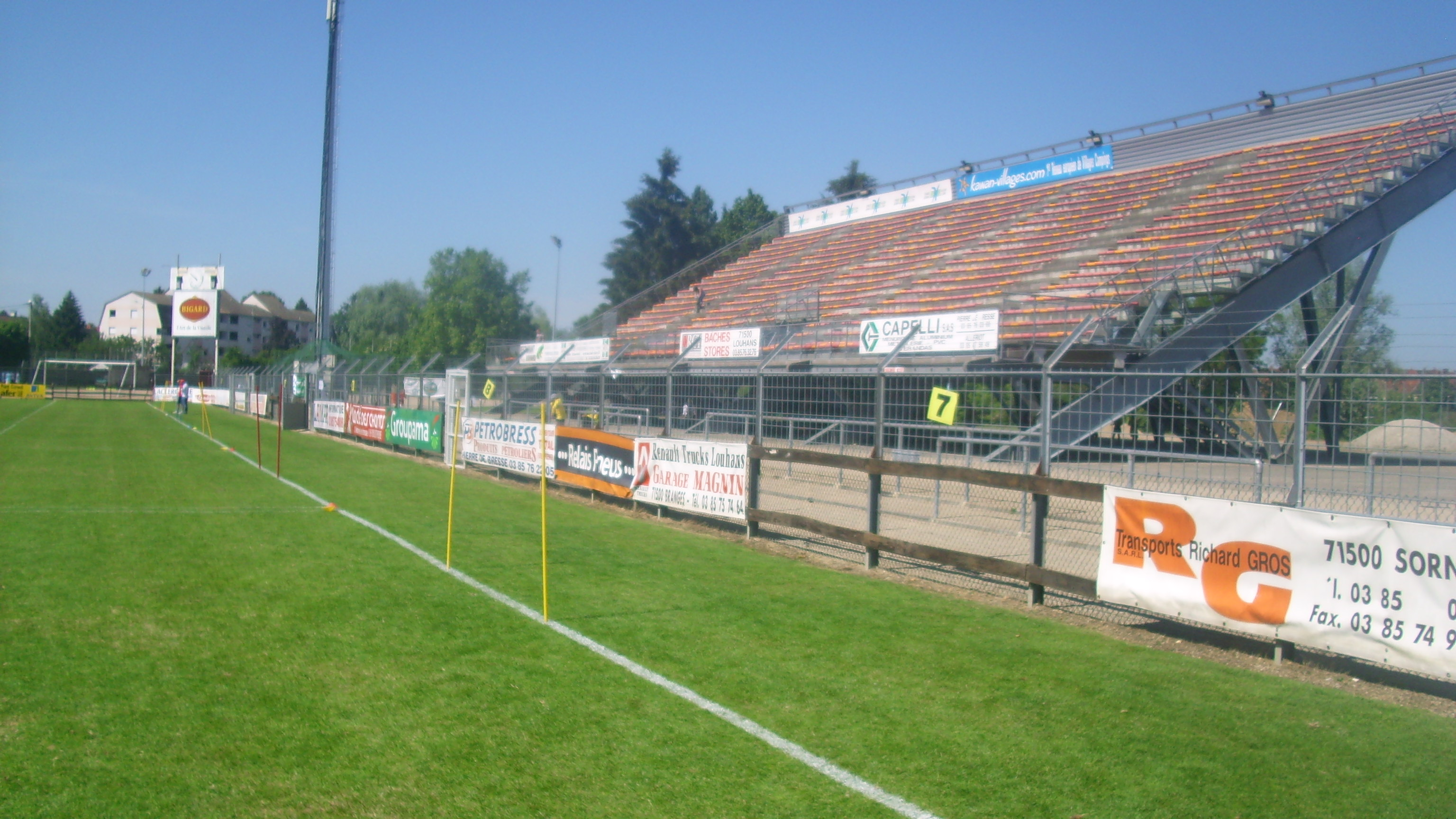
Vue d'une partie du stade de Bram
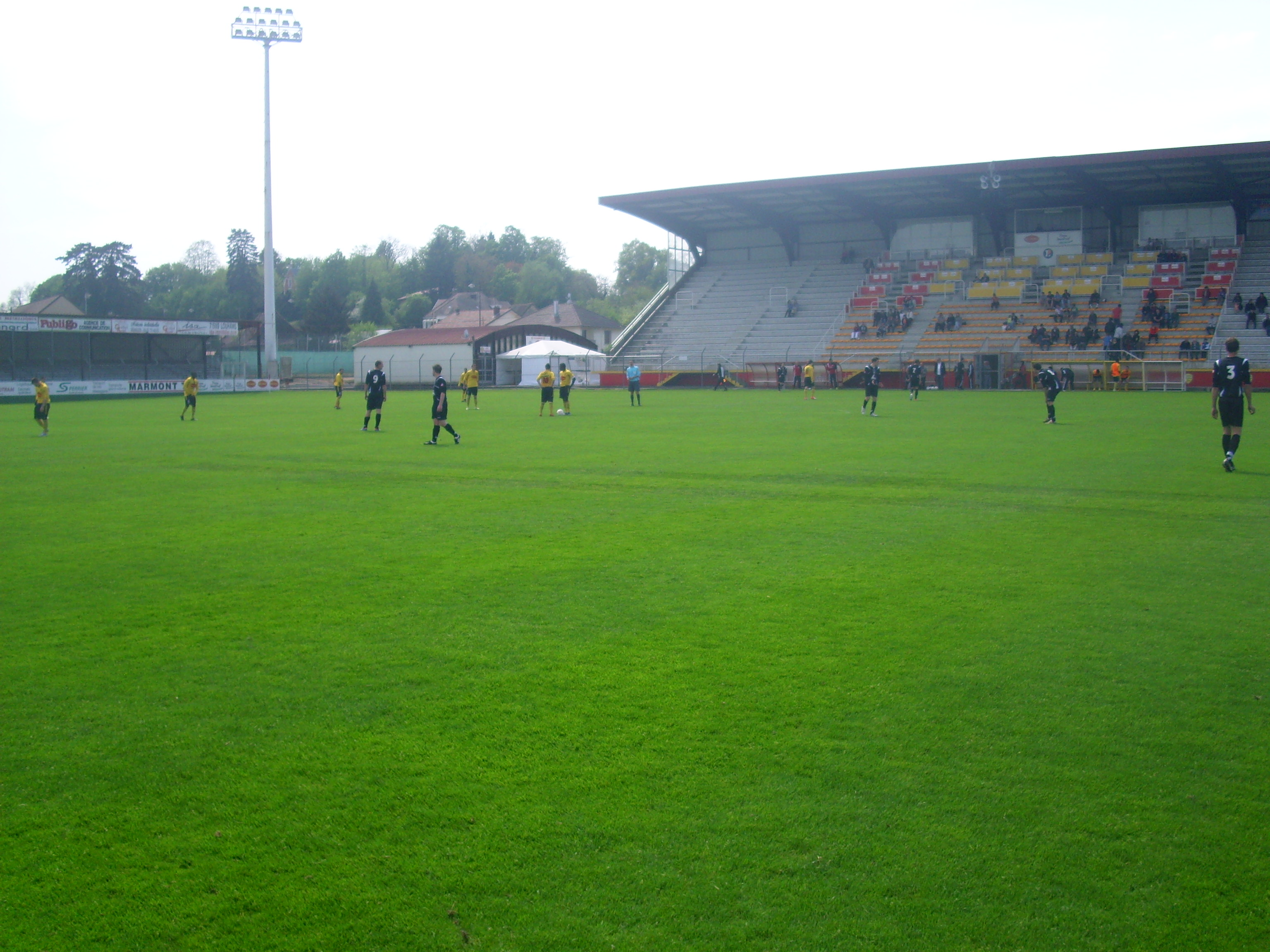
Vue d'une partie du stade de Bram

## Personnalités du club

### Entraîneurs
- 1970-1971 :  Denis Papas
- 1971-1973 :  Jacques Legrand
- 1973-1976 :  Claude Latron
- 1976-1985 :  Denis Papas
- 1984-1991 :  Christian Larièpe
- 1985 :  /  Diego Garzitto
- 1985-1994 :  René Le Lamer
- 1994-1997 :  Alain Michel
- 1997-2001 :  Philippe Hinschberger
- 2001-2003 :  Alain Ravera
- 2001-2004 :  Nicolas Mermet-Maréchal
- 2003-2004 :  Sylvain Matrisciano
- 2004-2005 :  Pascal Moulin
- 2004-2006 :  /  Diego Garzitto
- 2005-2013 :  Philippe Besset
- 2006 :  Jean-Philippe Forêt
- 2006-2010 :  Stéphane Crucet
- 2008-2010 :  Laurent Weber
- 2010 :  Aliou Cissé
- 2010-2014 :  Jean Acédo
- 2014-2015 :  Mickaël Pontal
- 2015-2017 :  Éric Boniface
- 2015-2017 :  Arnaud Margueritte
- 2017-2018 :  /  Bruce Abdoulaye
- 2017-2023 :  Frédéric Jay
- 2023-2025 :  /  Basile De Carvalho
- Depuis février 2025  :  Sébastien Marchandé